# Chantier naval Electric Boat de Groton

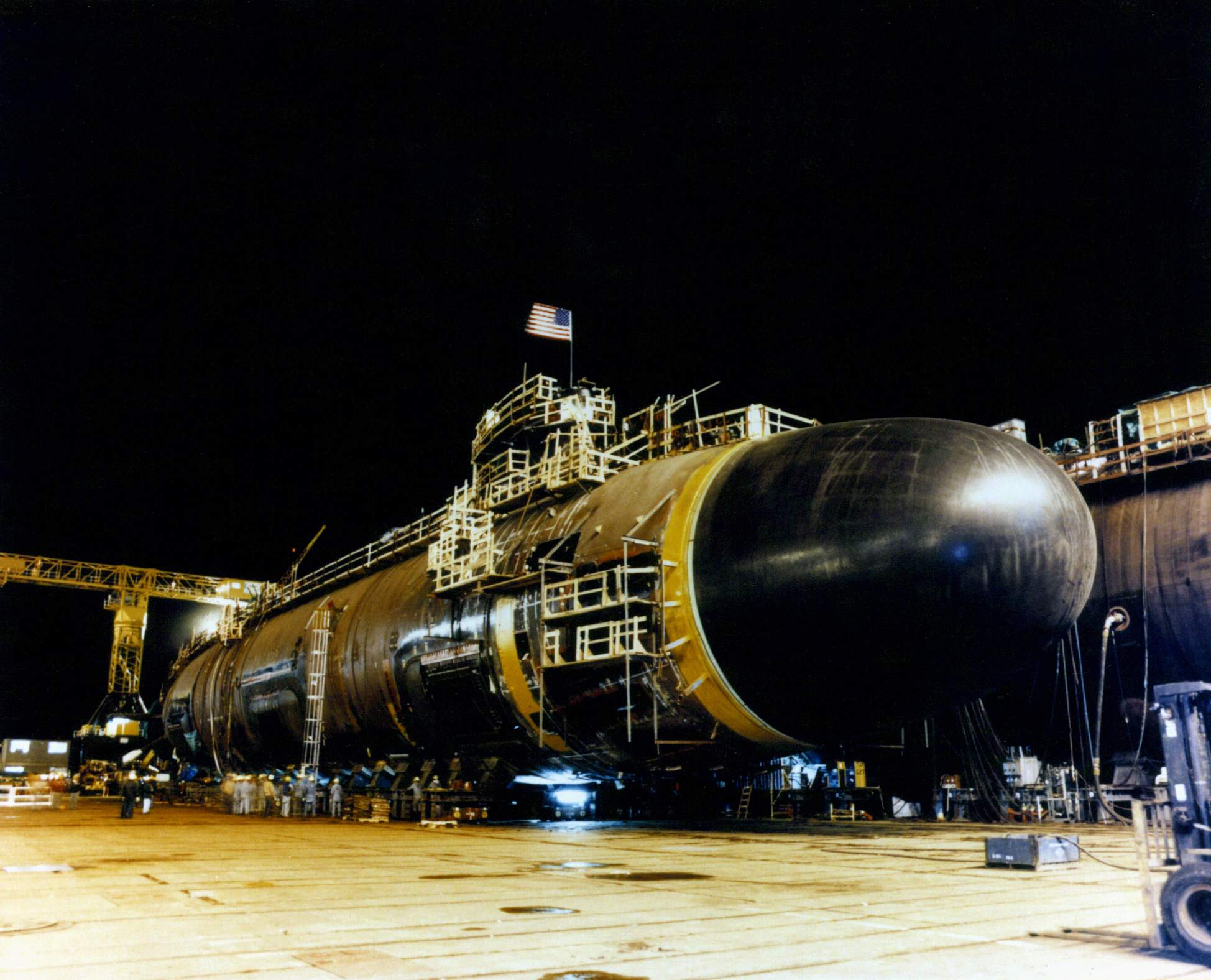
Sous-marin d'attaque Seawolf (SSN-21) en construction au chantier naval Electric Boat de Groton en 1995.

Le chantier naval Electric Boat de Groton est un important centre de construction de sous-marins, situé à Groton, dans le Connecticut (États-Unis). Electric Boat y construit des sous-marins depuis 1925. La plupart des sous-marins à propulsion nucléaires des États-Unis y ont été construits.
Electric Boat est également le nom d'une entreprise américaine, actuellement filiale de la General Dynamics et à l'origine de la création celle-ci en 1952. C'est une des principales entreprises du complexe militaro-industriel des États-Unis d'Amérique.

## Origines du chantier naval

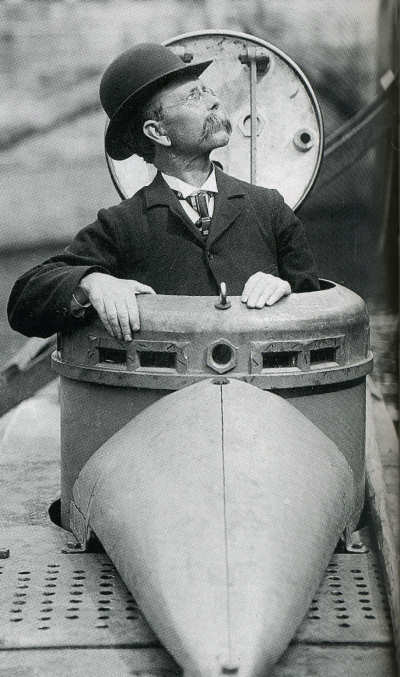
John Philip Holland (1841-1914)

L'Electric Boat Company fut créée en 1899 par Isaac Rice pour achever le USS Holland, premier véritable sous-marin, nommé d'après son inventeur, John Philip Holland. Pendant ses premières années d'activité, Electric Boat construisit des navires de surface pour le Royaume-Uni, la France, l'Empire ottoman, le Mexique, la Suède et d'autres pays. Elle est en concurrence pour le domaine des sous-marins avec la Lake Torpedo Boat Company.
En 1913, Electric Boat était au bord de la faillite, malgré une commande de 25 sous-marins par la Marine américaine. Le drame du Lusitania, paquebot britannique coulé par un sous-marin allemand en 1915, renversa la situation. Du jour au lendemain, les commandes affluèrent : 20 sous-marins pour le Royaume-Uni, 12 pour l'Empire de Russie, 8 pour le royaume d'Italie. La Marine américaine commanda pour sa part 88 sous-marins, sans compter la révision de 30 autres dans le chantier de Groton.
Mais après la Première Guerre mondiale, Electric Boat ne reçut aucune commande de la Marine américaine jusqu'en 1934. Entre-temps, le chantier construisit des remorqueurs, des chalutiers, des ferries et des yachts. En 1934, le Cuttlefish, un sous-marin à coque soudée fut lancé à Groton. C'était une innovation majeure et l'US Navy passa une première commande de 3 sous-marins de ce type par an.
Visitant le chantier naval en août 1940, le président Roosevelt évoqua la construction de 12 sous-marins par an.

## La Seconde Guerre mondiale

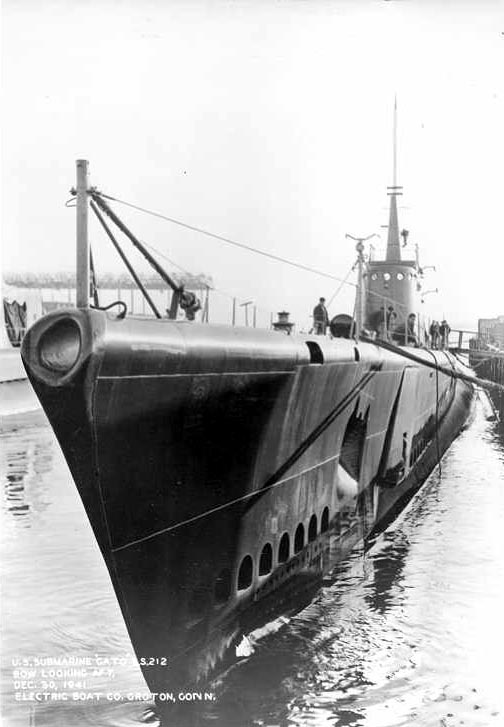
Le sous-marin USS Gato, le 31 décembre 1941, juste après son lancement.

Pendant les années de la Grande Dépression, Electric Boat était l'un des deux seuls chantiers américains à poursuivre la construction de sous-marins, l'autre étant le Portsmouth Naval Shipyard (New Hampshire). Pendant la Seconde Guerre mondiale, entre le 7 décembre 1941 et le 2 septembre 1945, Electric Boat construisit 74 sous-marins à Groton, premier centre de construction de sous-marins des États-Unis. Ces bâtiments étaient des sous-marins d'attaque de deux types :
- 41 sous-marins de la classe Gato, livrés de décembre 1941 à avril 1944 ;
- 33 sous-marins de la classe Balao, livrés de janvier 1944 à la fin de la guerre.

Par année, le nombre de sous-marins livrés par le chantier de Groton à l'US Navy  est le suivant :
- 1941 : 1 sous-marin de la classe Gato
- 1942 : 15 sous-marins de la classe Gato
- 1943 : 21 sous-marins de la classe Gato
- 1944 : 4 sous-marins de la classe Gato et 23 de la classe Balao
- 1945 : 10 sous-marins de la classe Gato.

Ces sous-marins sont crédités de 39 % du tonnage total des navires japonais coulés pendant la durée de la guerre, soit 1 178 navires de commerce et 214 vaisseaux de guerre. Les sous-marins construits à Groton étaient vendus au prix le plus bas de tous les chantiers navals américains (2 765 000 dollars l'unité). En revanche, les délais étaient plus longs : 14 mois à Groton contre 10 au Portsmouth Naval Shipyard.
Electric Boat supervisa également la construction de sous-marins par la Manitowoc Shipbuilding Company, établie sur la rive occidentale du lac Michigan, qui livra 28 bâtiments à l'US Navy avant la fin de la guerre.

## La guerre froide
Après la capitulation du Japon, l'US Navy annula les commandes de 36 sous-marins, ce qui plongea une nouvelle fois Electric Boat dans de graves difficultés. L'effectif du chantier de Groton passa de 13 000 à 4 000 salariés. L'entreprise diversifia ses activités et fut chargée de la réparation ou transformation de navires militaires de la Seconde Guerre mondiale.

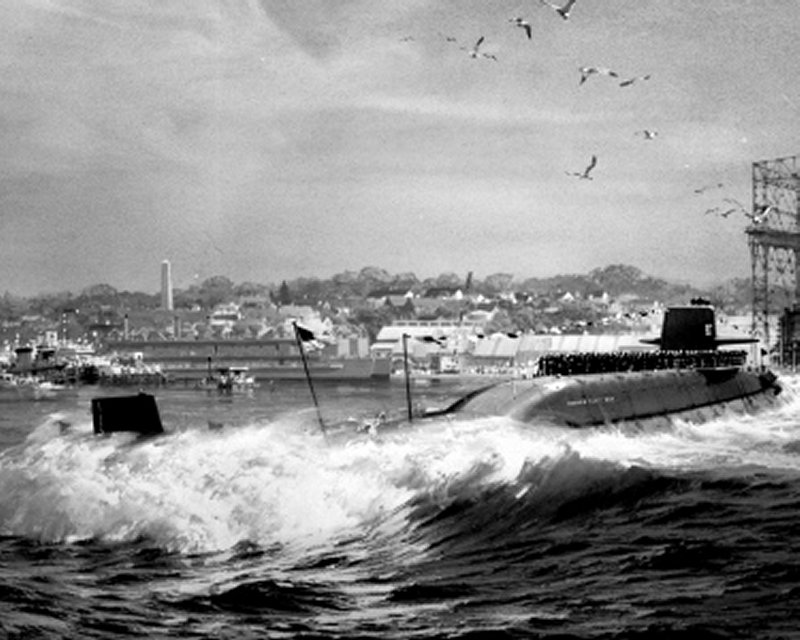
Lancement du sous-marin à propulsion nucléaire USS Francis Scott Key (SSBN-657) au chantier Electric Boat de Groton, le 23 avril 1965.

En 1950, Electric Boat s'engagea dans la construction du premier sous-marin à propulsion nucléaire navale, le USS Nautilus (SSN-571), qui fut lancé en 1954. Entre-temps, en 1952, Electric Boat était devenu une division de la General Dynamics Corporation.
Au cours des années suivantes, le chantier naval de Groton ne cessa d'innover dans la conception et la construction de sous-marins nucléaires. Electric Boat conçut quinze des dix-huit classes de sous-marins nucléaires des États-Unis, y compris les sous-marins lanceurs de missiles balistiques. 

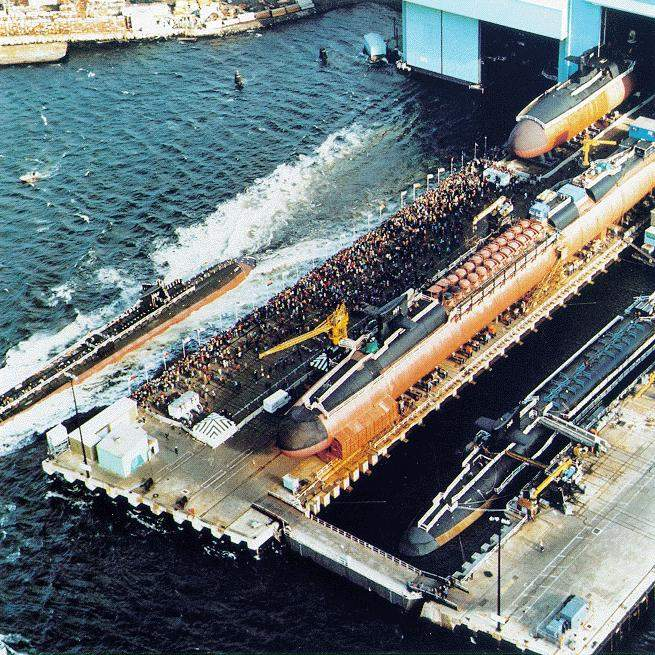
Lancement du SNA USS Phoenix (SSN-702) de la classe Los Angeles le 8 décembre 1979. On distingue les trois premiers SNLE de la classe Ohio à diverses stades d'achèvement.

L’USS George Washington (SSBN-598) fut, en 1960, le premier de ces sous-marins. Il construit également le plus petit sous-marin nucléaire du monde, le NR-1. Leur réalisation assura une grande solidité financière à Electric Boat et lui permit de réaliser de considérables investissements sur ce site. Le chantier naval de Groton employait ainsi 12 500 salariés en 1973.
En 1977, l'US Navy mit publiquement en cause Electric Boat pour la mauvaise qualité du travail et des dépassements de coûts sur les 18 sous-marins de la classe Los Angeles. Un litige opposa alors l'entreprise au département de la Défense des États-Unis pour déterminer qui prendrait à sa charge les surcoûts. Cette question finit par se résoudre, mais General Dynamics se rendit compte qu'une partie de ses problèmes à Groton provenait d'une faible productivité, sérieusement compromise par l'absentéisme et un taux de rotation du personnel très élevé, et une mauvaise gestion des inventaires. En octobre 1977, Takis Veliotis, qui dirigeait le chantier de Quincy, fut transféré à Groton et réussit en quelques mois à rétablir la discipline, l'efficacité et la situation financière d'Electric Boat.

## Situation après la guerre froide (1989-)

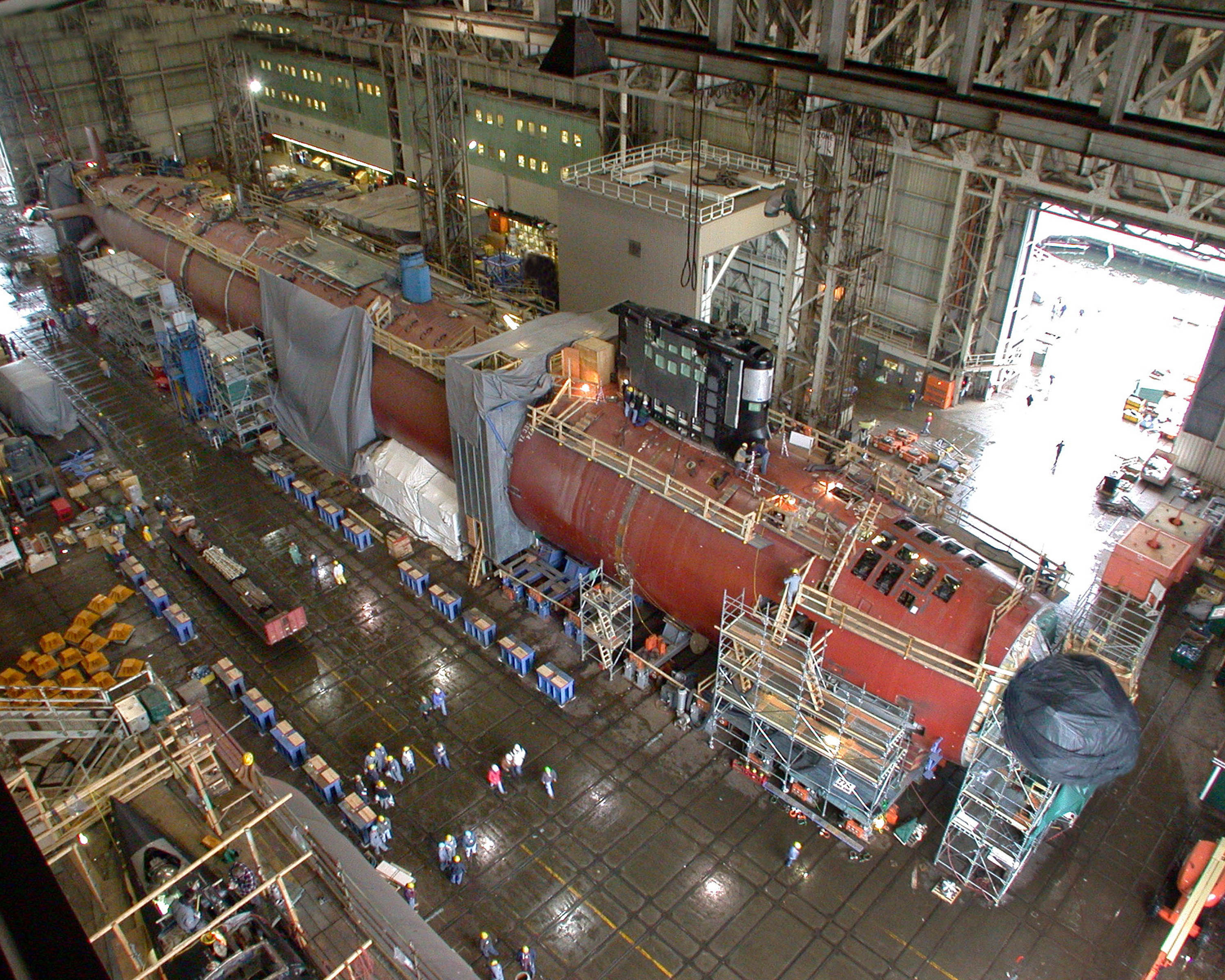
Sous-marin d'attaque à propulsion nucléaire Virginia en construction au chantier naval de Groton en 2003.

En 1989, Electric Boat entreprit la construction d'un type entièrement nouveau de sous-marins, la classe Seawolf.
Mais la réduction des dépenses militaires a conduit la Marine américaine à revoir ses projets. En 1999, l'effectif du chantier naval était descendu à 9 500.
Pour répondre aux exigences du XXIe siècle, Electric Boat s'est lancé dans la construction d'un nouveau type de sous-marin d'attaque, la classe Virginia, en collaboration avec le chantier naval Newport News Shipbuilding, en Virginie. Mise en service en 2014, premier sous-marin américain à avoir été conçu par ordinateur sur le logiciel CATIA de Dassault Systèmes.
L'effectif du chantier est retombé alors à 7 500 personnes pour la plupart hautement qualifiées. En 2023, on compte 19 500 employés.

## Sources
- Nathaniel French Caldwell Jr., « Electric Boat between the wars », Sea Power, août 1997.
- John K. Welch, « Electric's Boat Centennial », Sea Power, février 1999.
- David F. Winkler, « WWII submarines and the naval industrial complex », Sea¨Power, avril 2000.
- David F. Winkler, « Herculean Effort Got Nautilus Underway on Nuclear Power », Sea Power, septembre 2004.